# Ballady rockowe
Ballady rockowe – album kompilacyjny grupy Banda i Wanda, wydany w 1994 roku nakładem wydawnictwa Roja.

## Lista utworów
1. „Co z tobą” (muz. M. Raduli / sł. J. Skubikowski) – 3:51
2. „Uważaj na siebie” (muz. G. Skawiński / sł. M. Dutkiewicz) – 3:55
3. „Do szpiku kości” (muz. M. Raduli / sł. A. Sobczak) – 5:06
4. „Chcę być dorosły” (muz. J. Porter / sł. M. Zembaty) – 3:57
5. „Nikomu niczego” (muz. W. Kwietniewska / M. Raduli / sł. J. Skubikowski) – 5:09
6. „Proza życia” (muz. W. Kwietniewska / M. Raduli / sł. A. Mogielnicki) – 4:51
7. „Chcę być sam” (muz. J. Porter / sł. M. Zembaty) – 4:57
8. „To naprawdę niesłychane” (muz. W. Kwietniewska / M. Raduli / sł. A. Mogielnicki) – 4:04
9. „Bez gwarancji” (muz. M. Raduli / sł. J. Cygan) – 4:42
10. „Nie ma już nic” (muz. J. Porter / sł. M. Zembaty) – 3:49
11. „Drętwa mowa” (muz. zesp. Banda i Wanda / sł. A. Sobczak) – 4:37
12. „Nie słuchaj innych” (muz. / sł. W. Kwietniewska) – 4:01

## Twórcy
Zespół
- Wanda Kwietniewska – śpiew
- Marek Raduli – gitara, klawisze, programowanie instrumentów perkusyjnych (wszystko oprócz 12)
- Jacek Krzaklewski – gitara (3, 4, 7, 9, 10, 11)
- Grzegorz Skawiński – gitara (2)
- Zbigniew Krebs – gitara (12)
- Henryk Baran – gitara basowa (3, 4, 7, 9, 10, 11)
- Mirek Łączyński – gitara basowa (1, 2, 5, 6, 8)
- Marek Kapłon – perkusja (9, 11)
- Wojciech Morawski – perkusja (6, 8)
- Andrzej Tylec – perkusja (3, 4, 7, 10)

Personel
- Realizatorzy nagrań: Jacek Mastykarz (3), Mikołaj Wierusz (1, 2, 5, 6, 8), Piotr Madziar (11), Wojtek Przybylski (9), Włodek Kowalczyk (4, 7, 10, 12)
- Foto: Andrzej Tyszko
- Projekt okładki: Sławomir M. Janowski

## Wydania
- LP Roja; CD 009 – 1994
- MC Roja; JK-041 – 1984